# Jean Charlot (homme politique)
Pour les articles homonymes, voir Jean Charlot et Charlot.
Jean Charlot, né le 26 janvier 1901 à Mantes (Seine-et-Oise) et mort le 4 juin 1976 à Saint-Raphaël (Var), est un mécanicien et homme politique français, socialiste et résistant.

## Biographie
Fils d'ouvrier, Jean Charlot adhère aux Jeunesses socialistes en 1916 puis au Parti socialiste en 1920. Installé à Saint-Raphaël (Var) en 1923, il participe aux activités de la section locale de la SFIO et en devient durant les années 1930 l'un des représentants les plus actifs. Il est élu au conseil d’arrondissement dans le canton de Fréjus en 1937.
Il rentre dès 1940 dans la Résistance et devient le responsable du mouvement "Libération" dans l'arrondissement de Draguignan. Il est également actif au sein du Comité d'action socialiste. Il participe ensuite à la direction régionale des Mouvements unis de la Résistance. Arrêté le 8 juin 1944, il reste détenu jusqu'à la Libération de la France.
Il est élu député socialiste SFIO du Var entre 1945 et 1958, et nommé vice-président du groupe parlementaire socialiste entre 1947 et 1958. Opposé en 1958 au ralliement du groupe parlementaire socialiste à Charles de Gaulle, Jean Charlot annonce ne pas briguer de nouveau mandat après la dissolution de l'Assemblée et démissionne de la SFIO. Il adhère au Parti socialiste autonome en décembre 1958 puis au Parti socialiste unifié (PSU) en 1960. En 1965, il participe dans le Var à la campagne présidentielle de François Mitterrand. Il se retire ensuite de la vie politique nationale et locale.

## Détail des fonctions et des mandats
Mandats parlementaires
- 21 octobre 1945 - 10 juin 1946 : Député du Var
- 2 juin 1946 - 27 novembre 1946 : Député du Var
- 10 novembre 1946 - 4 juillet 1951 : Député du Var
- 17 juin 1951 - 1er décembre 1955 : Député du Var
- 2 janvier 1956 - 8 décembre 1958 : Député du Var